# فوت آو تن (پنسیلوانیا)
فوت آو تن (به انگلیسی: Foot of Ten) یک منطقهٔ مسکونی در ایالات متحده آمریکا است که در شهرستان بلیر، پنسیلوانیا واقع شده‌است. فوت آو تن ۶۷۲ نفر جمعیت دارد و ۳۳۷٫۱۱ متر بالاتر از سطح دریا واقع شده‌است.